# Gustaaf Van Slembrouck
Gustaaf Van Slembrouck, también conocido como Gustave Van Slembrouck o Gustaaf Van Slembroeck (Oostende, 25 de marzo de 1902-7 de julio de 1968) fue un ciclista belga. Fue profesional de 1926 a 1935 y consiguió cuatro victorias de etapa en el Tour de Francia.

## Palmarés
1926
- 1º en la París-La Guerche
- 1 etapa del Tour de Francia

1927
- 2 etapas del Tour de Francia

1929
- 1 etapa del Tour de Francia

1930
- 1º en el Gran Premio de La Tribune Républicaine de Roanne

1931
- 3º en el Campeonato de Bélgica en Ruta

1932
- 2.º en el Campeonato de Bélgica en Ruta
- 1º en Erembodegem
- 1º en La Panne

1933
- 1º en el Gran Premio de Wingene

## Resultados en las grandes vueltas

### Tour de Francia
- 1926 : abandono, vencedor de una etapa
- 1927 : 14º, vencedor de dos etapas
- 1929 : abandono, vencedor de una etapa